# 十洋站
十洋站（福州話：/sɛiʔ˥ yoŋ˥˧/）位于中华人民共和国福建省福州市长乐区郑和中路与西洋中路交叉口东侧地下，是福州地铁6号线的地铁车站，于2022年8月28日启用。

## 车站结构
十洋站位于郑和中路下方，呈东西向布设。车站为地下二层岛式车站，总长200米，标准段内净宽18.3米。站厅及站台的立柱上有多处长乐籍作家冰心的笔迹匾。
| 地面层   | 出入口                               |  | 出入口               |
| 地下一层 | 站厅                                 |  | 票务服务、自动售票机 |
| 地下二层 | 1                                    |  | 6号线 往潘墩（郑和） |
| 地下二层 | 岛式站台，列车运行方向左侧的车门开启 |  |                      |
| 地下二层 | 2                                    |  | 6号线 往万寿（吴航） |

### 出入口与周边
十洋站目前开放3个出入口，其中无障碍电梯位于B出入口，卫生间位于A出入口。
| 十洋站出入口信息            | 十洋站出入口信息 | 十洋站出入口信息 | 十洋站出入口信息                     |
| --------------------------- | ---------------- | ---------------- | ------------------------------------ |
|                             |                  |                  |                                      |
| 编号                        | 设施             | 位置             | 接驳交通                             |
| 出口 · A                    |                  | 车站东北口       | 吴航河下街                           |
| 出口 · B                    |                  | 车站西北口       | 地铁十洋站、长乐妇幼保健院、华达花园 |
| 出口 · D                    |                  | 车站东南口       | 地铁十洋站、奎桥花园                 |
| 注： 设有电梯 \| 设有卫生间 |                  |                  |                                      |

## 历史
- 2017年3月25日，十洋站前期工作开始。[3]
- 2017年11月13日，十洋站主体施工开始。[2]
- 2018年12月7日，十洋站主体结构封顶。[4]
- 2022年8月26日，十洋站开放为期三天的试乘活动[5]。
- 2022年8月28日，十洋站启用[1]。